# Europese weg 552
De Europese weg 552 of E552 is een weg die door Duitsland en Oostenrijk loopt. De weg volgt de Duitse A94 en B12 en de Oostenrijkse B148, A8 en A25.
De weg begint bij München in Duitsland en loopt over de grens met Oostenrijk bij Braunau naar Linz. Van Ort im Innkreis tot Wels loopt de E552 via hetzelfde traject als de E56.